# Adolf Kling

Adolf Kling

Adolf Carl Kling (* 13. Januar 1893 in Unterkochen; † 19. Januar 1938 in Bad Cannstatt) war ein deutscher Politiker (NSDAP). Von 1933 bis zu seinem Tode gehörte er dem Reichstag an.
Dem Reichstagshandbuch zufolge war Kling katholisch. Er besuchte in Aalen die Volksschule und die Realschule. Von 1909 bis 1912 absolvierte er eine Lehre beim Königlichen Hüttenwerk Wasseralfingen; anschließend war er als technischer Angestellter tätig, bis er 1915 zum Heeresdienst einberufen wurde. Bis zum Kriegsende war er in einer Maschinengewehrkompanie an der Westfront eingesetzt, 1917 wurde er zum Leutnant der Reserve ernannt. Nach dem Krieg absolvierte er die Staatliche Württembergische Höhere Maschinenbauschule Eßlingen. Von 1921 bis 1927 arbeitete er als Betriebsingenieur bei der Maschinenfabrik Ehrhardt & Sehmer in Saarbrücken, anschließend im Eisenwerk der Gebrüder Wöhr in Unterkochen.
Kling trat zum 1. Juli 1928 in die NSDAP ein (Mitgliedsnummer 94.309). Kling war Kreisleiter der NSDAP im Kreis Aalen und Gauamtsleiter der NSV im Gau Württemberg-Hohenzollern. Von April 1932 bis zur Gleichschaltung der Länder 1933 war er Mitglied des Landtages des freien Volksstaates Württemberg. Von November 1933 bis zu seinem Tode gehörte er dem politisch bereits bedeutungslosen Reichstag an. Eine Rede hielt er dort nie. Für ihn rückte Otto Hill in den Reichstag nach.